# Una promessa
Una promessa (Une promesse) è un film del 2013 diretto da Patrice Leconte, basato sul romanzo Il viaggio nel passato (Widerstand der Wirklichkeit) di Stefan Zweig.
Il film è stato presentato in concorso al Toronto International Film Festival del 2013 e fuori concorso alla 70ª Mostra internazionale d'arte cinematografica di Venezia.

## Trama
Germania, 1912. Friedrich Zeitz, un giovane ingegnere di umili origini appena laureato, viene assunto nell'azienda siderurgica del magnate Karl Hoffmeister. In breve tempo conquista la fiducia del proprietario, viene promosso fino a diventarne il segretario personale. Quando le condizioni di salute di Hoffmeister peggiorano, Friedrich Zeitz si trasferisce a casa Hoffmeister per agevolare il lavoro. Così Friedrich si innamora della moglie di Hoffmeister, Charlotte, una donna molto più giovane del marito, bella e riservata, ma lotta con i suoi sentimenti credendoli (erroneamente) non corrisposti. Proprio quando i due dichiarano finalmente il proprio amore, Friedrich deve lasciare il paese per rappresentare Hoffmeister in Messico. Lo scoppio della prima guerra mondiale lo tiene lontano dalla Germania per un lungo periodo di tempo. Solo dopo la fine della guerra e la morte di Karl Hoffmeister, Friedrich e Charlotte riusciranno a ritrovarsi.

## Distribuzione

### Data di uscita
- Italia: 4 settembre 2013 (Festival del film di Venezia)
- Canada: 7 settembre 2013 (Toronto International Film Festival)
- Francia: 11 novembre 2013 (Arras Film Festival)
- Spagna: 15 novembre 2013 (Gijón International Film Festival)
- Francia: 19 dicembre 2013 (Les Arcs International Film Festival)
- Serbia: 2 marzo 2014 (Belgrade Film Festival)
- Lituania: 20 marzo 2014 (International Film Festival Vilnius)
- Danimarca: 3 aprile 2014 (CPH PIX)
- Belgio: 16 aprile 2014
- Francia: 16 aprile 2014
- USA: 18 aprile 2014 (limited)
- UK: 1 agosto 2014
- Polonia: 12 settembre 2014
- Brasile: 25 settembre 2014 (Rio de Janeiro International Film Festival)
- Brasile: 23 ottobre 2014

## Riconoscimenti
- Festival internazionale del film di Pechino 2014
  - Miglior attore non protagonista a Alan Rickman
- Premio Magritte 2015
  - Nomination Miglior film straniero in co-produzione